# Eurobowl
De Eurobowl was de finale van het toernooi voor de beste Europese Americanfootballclubs. Vanaf 1986 tot 2013 was de naam van dit toernooi European Football League. Van 2014 tot 2018 was de Eurobowl de finale van de nieuw gecreëerde Big6 EFL. Het toernooi werd georganiseerd door de European Federation of American Football (EFAF).

## Uitslagen
| Jaar | Naam            | Stad         | Winnaar                   | Score | Verliezer                  |
| ---- | --------------- | ------------ | ------------------------- | ----- | -------------------------- |
| 1986 | Eurobowl I      | Amsterdam    | Taft Vantaa               | 16–20 | Bologna Doves              |
| 1988 | Eurobowl II     | Londen       | Helsinki Roosters         | 35–14 | Amsterdam Crusaders        |
| 1989 | Eurobowl III    | Milaan       | Legnano Frogs             | 27–23 | Amsterdam Crusaders        |
| 1990 | Eurobowl IV     | Rimini       | Manchester Spartans       | 34–22 | Legnano Frogs              |
| 1991 | Eurobowl V      | Offenbach    | Amsterdam Crusaders       | 21–20 | Berlin Adler               |
| 1992 | Eurobowl VI     | Uppsala      | Amsterdam Crusaders       | 42–24 | Giaguari Torino            |
| 1993 | Eurobowl VII    | Brussel      | London Olympians          | 42–21 | Amsterdam Crusaders        |
| 1994 | Eurobowl VIII   | Stuttgart    | London Olympians          | 26–23 | Bergamo Lions              |
| 1995 | Eurobowl IX     | Stuttgart    | Düsseldorf Panther        | 21–14 | London Olympians           |
| 1996 | Eurobowl X      | Stuttgart    | Hamburg Blue Devils       | 21–14 | Aix-en-Provence Argonautes |
| 1997 | Eurobowl XI     | Stuttgart    | Hamburg Blue Devils       | 35–14 | Bologna Phoenix            |
| 1998 | Eurobowl XII    | Hamburg      | Hamburg Blue Devils       | 38–19 | Flash de la Courneuve      |
| 1999 | Eurobowl XIII   | Hamburg      | Braunschweig Lions        | 27–23 | Hamburg Blue Devils        |
| 2000 | Eurobowl XIV    | Hamburg      | Bergamo Lions             | 42–20 | Hamburg Blue Devils        |
| 2001 | Eurobowl XV     | Wenen        | Bergamo Lions             | 28–11 | Chrysler Vienna Vikings    |
| 2002 | Eurobowl XVI    | Braunschweig | Bergamo Lions             | 27–20 | Braunschweig Lions         |
| 2003 | Eurobowl XVII   | Braunschweig | Braunschweig Lions        | 21–14 | Chrysler Vienna Vikings    |
| 2004 | Eurobowl XVIII  | Wenen        | Chrysler Vienna Vikings   | 53–20 | Bergamo Lions              |
| 2005 | Eurobowl XIX    | Wenen        | Chrysler Vienna Vikings   | 29–6  | Bergamo Lions              |
| 2006 | Eurobowl XX     | Wenen        | Dodge Vienna Vikings      | 41–9  | Flash de la Courneuve      |
| 2007 | Eurobowl XXI    | Wenen        | Dodge Vienna Vikings      | 70–19 | Marburg Mercenaries        |
| 2008 | Eurobowl XXII   | Innsbruck    | Swarco Raiders Tirol      | 28–24 | Raiffeisen Vikings Vienna  |
| 2009 | Eurobowl XXIII  | Innsbruck    | Swarco Raiders Tirol      | 30–19 | Flash de la Courneuve      |
| 2010 | Eurobowl XXIV   | Wenen        | Berlin Adler              | 34–31 | Raiffeisen Vikings Wien    |
| 2011 | Eurobowl XXV    | Innsbruck    | Swarco Raiders Tirol      | 27–12 | Berlin Adler               |
| 2012 | Eurobowl XXVI   | Vaduz        | Calanda Broncos           | 27–14 | Raiffeisen Vikings Vienna  |
| 2013 | Eurobowl XXVII  | Innsbruck    | Raiffeisen Vikings Vienna | 37–14 | Swarco Raiders Tirol       |
| 2014 | Eurobowl XXVIII | Berlijn      | Berlin Adler              | 20–17 | Braunschweig Lions         |
| 2015 | Eurobowl XXIX   | Braunschweig | Braunschweig Lions        | 24–14 | Schwäbisch Hall Unicorns   |
| 2016 | Eurobowl XXX    | Innsbruck    | Braunschweig Lions        | 35–21 | Swarco Raiders Tirol       |
| 2017 | Eurobowl XXXI   | Frankfurt    | Braunschweig Lions        | 55–14 | Frankfurt Universe         |
| 2018 | Eurobowl XXXII  | Frankfurt    | Braunschweig Lions        | 20–19 | Frankfurt Universe         |
| 2019 | Eurobowl XXXIII | Potsdam      | Potsdam Royals            | 62–12 | Amsterdam Crusaders        |

## Overwinningen en finaleplaatsen per team
| Rang | Team                 | Winst | Verlies |
| ---- | -------------------- | ----- | ------- |
| 1    | Braunschweig Lions   | 6     | 2       |
| 2    | Vienna Vikings       | 5     | 5       |
| 3    | Bergamo Lions        | 3     | 3       |
| 4    | Hamburg Blue Devils  | 3     | 2       |
| 4    | Swarco Raiders Tirol | 3     | 2       |
| 6    | Amsterdam Crusaders  | 2     | 4       |
| 7    | Berlin Adler         | 2     | 2       |
| 8    | London Olympians     | 2     | 1       |